# Польша на летних Олимпийских играх 1924
Польша принимала участие в Летних Олимпийских играх 1924 года в Париже (Франция) в первый раз за свою историю, и завоевала одну бронзовую и одну серебряную медали. Сборную страны представляли 65 атлетов, в том числе 1 женщина, участвовавшие в 38 соревнованиях по 10 видам спорта.
Знаменосцем делегации на церемонии открытия игр был легкоатлет Славош Шидловский.

## Медали
| Серебро |                                                              |                                           |      |
| №       | Спортсмены                                                   | Вид спорта (дисциплина)                   | Дата |
| 1       | Юзеф Ланге, Ян Лазарский, Томаш Станкевич и Францишек Шимчик | Велоспорт (Командная гонка преследования) |      |
| Бронза  |                                                              |                                           |      |
| №       | Спортсмены                                                   | Вид спорта (дисциплина)                   | Дата |
| 1       | Адам Круликевич                                              | Конный спорт (Конкур)                     |      |

## Результаты соревнований

### Академическая гребля
Соревнования по академической гребле проходили на реке Сена в северо-западном предместье Парижа Аржантёе. В зависимости от дисциплины в финал соревнований попадал либо победитель заезда, либо гребцы, занявшие первые два места. В ряде дисциплин спортсмены, пришедшие на предварительном этапе к финишу вторыми, получали право продолжить борьбу за медали в отборочном заезде. В финале участвовали 4 сильнейших экипажа.
Мужчины
| Соревнование       | Спортсмены                                                                         | Первый раунд | Первый раунд | Первый раунд | Отборочный заезд      | Отборочный заезд      | Отборочный заезд      | Финал                 | Финал                 |
| Соревнование       | Спортсмены                                                                         | Заезд        | Время        | Место        | Заезд                 | Время                 | Место                 | Время                 | Место                 |
| ------------------ | ---------------------------------------------------------------------------------- | ------------ | ------------ | ------------ | --------------------- | --------------------- | --------------------- | --------------------- | --------------------- |
| одиночки           | Анджей Осецимский-Чапский                                                          | 1            | неизвестно   | 3            | завершил выступление  | завершил выступление  | завершил выступление  | завершил выступление  | завершил выступление  |
| четвёрки с рулевым | Антони Бжозовский Хенрик Фрончак Эдмунд Ковалец Юзеф Шавара Владислав Надратовский | 2            | неизвестно   | 3            | завершили выступление | завершили выступление | завершили выступление | завершили выступление | завершили выступление |

### Бокс
| Боксёр            | Весовая категория | Раунд 32      | Раунд 16      | Четвертьфинал | Полуфинал     | Финал / Бронзовый матч | Финал / Бронзовый матч |
| Боксёр            | Весовая категория | Соперник Итог | Соперник Итог | Соперник Итог | Соперник Итог | Соперник Итог          | Место                  |
| ----------------- | ----------------- | ------------- | ------------- | ------------- | ------------- | ---------------------- | ---------------------- |
| Ян Эртманьский    | -66,7 кг          | BYE           | Хаггерти L    | NQ            | NQ            | NQ                     | 9                      |
| Ян Гербих         | -79,4 кг          | BYE           | Петерсен L    | NQ            | NQ            | NQ                     | 9                      |
| Томаш Конашевский | +79,4 кг          | BYE           | Ларсен L      | NQ            | NQ            | NQ                     | 9                      |
| Эугениуш Новак    | -72,6 кг          | BYE           | Мёрфи L       | NQ            | NQ            | NQ                     | 9                      |
| Адам Швитек       | -66,7 кг          | Хаггерти L    | NQ            | NQ            | NQ            | NQ                     | 17                     |

### Борьба
Мужчины
Греко-римская борьба
| Борец                 | Соревнование | Первый раунд  | Второй раунд  | Третий раунд  | Четвёртый раунд | Пятый раунд   | Шестой раунд  | Седьмой раунд | Восьмой раунд | Место |
| Борец                 | Соревнование | Соперник Итог | Соперник Итог | Соперник Итог | Соперник Итог   | Соперник Итог | Соперник Итог | Соперник Итог | Соперник Итог | Место |
| --------------------- | ------------ | ------------- | ------------- | ------------- | --------------- | ------------- | ------------- | ------------- | ------------- | ----- |
| Вацлав Окулич-Козарин | до 75 кг     | Вуве W        | Линдфорс L    | Видаль W      | Ялаз W          | Грбич L       | NQ            | NQ            | н/д           | 7     |
| Леон Ремкавек         | до 67,5 кг   | Павилидис W   | Пракс L       | Аскехав L     | NQ              | NQ            | NQ            | н/д           | н/д           | =13   |

### Велоспорт

#### Шоссейный велоспорт
| Велосипедист                                                            | Соревнование               | Финал      | Финал |
| Велосипедист                                                            | Соревнование               | Результат  | Место |
| ----------------------------------------------------------------------- | -------------------------- | ---------- | ----- |
| Виктор Хоэхсманн                                                        | Раздельная гонка           | DNF        | DNF   |
| Феликс Костжембский                                                     | Раздельная гонка           | 8:14:43.6  | 55    |
| Казимеж Кшеминьский                                                     | Раздельная гонка           | 8:40:18.6  | 59    |
| Освальд Миллер                                                          | Раздельная гонка           | 7:46:56.0  | 48    |
| Виктор Хоэхсманн Феликс Костжембский Казимеж Кшеминьский Освальд Миллер | Командная раздельная гонка | 24:42:08.2 | 14    |

#### Трековый велоспорт
| Велосипедист                                             | Соревнование                  | Первый раунд | Первый раунд | Первая переигровка | Первая переигровка | Четвертьфинал | Четвертьфинал | Вторая переигровка | Вторая переигровка | Полуфинал | Полуфинал | Финал     | Финал |
| Велосипедист                                             | Соревнование                  | Результат    | Место        | Результат          | Место              | Результат     | Место         | Результат          | Место              | Результат | Место     | Результат | Место |
| -------------------------------------------------------- | ----------------------------- | ------------ | ------------ | ------------------ | ------------------ | ------------- | ------------- | ------------------ | ------------------ | --------- | --------- | --------- | ----- |
| Юзеф Ланге                                               | 50 км                         | BYE          | BYE          | BYE                | BYE                | BYE           | BYE           | BYE                | BYE                | BYE       | BYE       | NO        | 5     |
| Ян Лазарский                                             | 50 км                         | BYE          | BYE          | BYE                | BYE                | BYE           | BYE           | BYE                | BYE                | BYE       | BYE       | NO        | 8-36  |
| Ян Лазарский                                             | Спринт                        | NO           | 2 R          | NO                 | 2                  | NQ            | NQ            | NQ                 | NQ                 | NQ        | NQ        | NQ        | NQ    |
| Францишек Шимчик                                         | Спринт                        | 13.6         | 1 Q          | BYE                | BYE                | NO            | 3 R           | DNS                | DNS                | NQ        | NQ        | NQ        | NQ    |
| Юзеф Ланге Ян Лазарский Томаш Станкевич Францишек Шимчик | Командная гонка преследования | 5:16.0       | 1 Q          | BYE                | BYE                | 5:16.8        | 2 q           | BYE                | BYE                | 5:18.0    | 1 Q       | 5:23.0    |       |

### Конный спорт
| Наездник                                                                   | Соревнование                   | Финал  | Финал  | Финал |
| Наездник                                                                   | Соревнование                   | Очков  | Время  | Место |
| -------------------------------------------------------------------------- | ------------------------------ | ------ | ------ | ----- |
| Казимеж де Роство-Суский                                                   | Троеборье                      | 958.5  | N/A    | 24    |
| Здзислав Дзядульский                                                       | Конкур                         | 30.50  | 2:49.4 | 28    |
| Тадеуш Коморовский                                                         | Троеборье                      | 929.0  | N/A    | 26    |
| Адам Круликевич                                                            | Конкур                         | 10.00  | 2:38.4 |       |
| Казимеж Шосланд                                                            | Троеборье                      | 964.5  | N/A    | 23    |
| Казимеж Шосланд                                                            | Конкур                         | 39.25  | 3:20.0 | 32    |
| Кароль Руммель                                                             | Троеборье                      | 1648.5 | N/A    | 10    |
| Кароль Руммель                                                             | Конкур                         | 18.00  | 2:38.2 | 10    |
| Казимеж де Роство-Суский Тадеуш Коморовский Казимеж Шосланд Кароль Руммель | Троеборье Командное первенство | 3751.5 | N/A    | 7     |
| Здзислав Дзядульский Адам Круликевич Казимеж Шосланд Кароль Руммель        | Конкур Командное первенство    | 58.50  | N/A    | 6     |

### Лёгкая атлетика
| Спортсмен                                            | Соревнование                | Квалификация | Квалификация | Четвертьфинал | Четвертьфинал | Полуфинал | Полуфинал | Финал     | Финал |
| Спортсмен                                            | Соревнование                | Результат    | Место        | Результат     | Место         | Результат | Место     | Результат | Место |
| ---------------------------------------------------- | --------------------------- | ------------ | ------------ | ------------- | ------------- | --------- | --------- | --------- | ----- |
| Стефан Адамчак                                       | прыжки с шестом             | BYE          | BYE          | BYE           | BYE           | 3.20      | 9         | NQ        | NQ    |
| Антони Цейзик                                        | Десятиборье                 | BYE          | BYE          | BYE           | BYE           | BYE       | BYE       | 6319.455  | 12    |
| Владислав Добровольский                              | 100 м                       | 11.5         | 5            | NQ            | NQ            | NQ        | NQ        | NQ        | NQ    |
| Юзеф Яворский                                        | 1500 м                      | BYE          | BYE          | BYE           | BYE           | 4:28.4    | 8         | NQ        | NQ    |
| Стефан Костшевский                                   | 800 м                       | BYE          | BYE          | 2:01.6        | 4             | NQ        | NQ        | NQ        | NQ    |
| Стефан Костшевский                                   | 1500 м                      | BYE          | BYE          | BYE           | BYE           | 4:29.0    | 7         | NQ        | NQ    |
| Стефан Олдак                                         | 400 м                       | 55.0         | 3            | NQ            | NQ            | NQ        | NQ        | NQ        | NQ    |
| Стефан Олдак                                         | 800 м                       | BYE          | BYE          | 2:09.6        | 6             | NQ        | NQ        | NQ        | NQ    |
| Станислав Сосьницкий                                 | 100 м                       | 11.6         | 4            | NQ            | NQ            | NQ        | NQ        | NQ        | NQ    |
| Станислав Сосьницкий                                 | Прыжки в длину              | BYE          | BYE          | BYE           | BYE           | 5.67      | 12        | NQ        | NQ    |
| Станислав Швентоховский                              | 400 м                       | 55.4         | 4            | NQ            | NQ            | NQ        | NQ        | NQ        | NQ    |
| Стефан Шелестовский                                  | 5000 м                      | BYE          | BYE          | BYE           | BYE           | NO        | 9         | NQ        | NQ    |
| Александр Шенайх                                     | 100 м                       | NO           | 4            | NQ            | NQ            | NQ        | NQ        | NQ        | NQ    |
| Александр Шенайх                                     | 200 м                       | 22.8         | 4            | NQ            | NQ            | NQ        | NQ        | NQ        | NQ    |
| Славош Шидловский                                    | Метание диска               | BYE          | BYE          | BYE           | BYE           | 35.71     | 7         | NQ        | NQ    |
| Славош Шидловский                                    | Метание копья               | BYE          | BYE          | BYE           | BYE           | 46.00     | 14        | NQ        | NQ    |
| Зыгмунт Вейсс                                        | 100 м                       | 11.4         | 5            | NQ            | NQ            | NQ        | NQ        | NQ        | NQ    |
| Зыгмунт Вейсс                                        | 200 м                       | 23.4         | 3            | NQ            | NQ            | NQ        | NQ        | NQ        | NQ    |
| Станислав Зиффер                                     | 5000 м                      | BYE          | BYE          | BYE           | BYE           | 16:36.0   | 14        | NQ        | NQ    |
| Станислав Зиффер                                     | 3000 метров с препятствиями | BYE          | BYE          | BYE           | BYE           | 10:38.4   | 5         | NQ        | NQ    |
| Юлиан Лукашевич Стефан Шелестовский Станислав Зиффер | 3000 метров среди команд    | BYE          | BYE          | BYE           | BYE           | 41        | 5         | NQ        | NQ    |

### Парусный спорт
| Спортсмен           | Соревнование | Квалификация | Квалификация | Квалификация | Квалификация | Финал    | Финал    | Финал | Финал |
| Спортсмен           | Соревнование | Заплыв 1     | Заплыв 2     | Заплыв 3     | Итог         | Заплыв 1 | Заплыв 2 | Итог  | Место |
| ------------------- | ------------ | ------------ | ------------ | ------------ | ------------ | -------- | -------- | ----- | ----- |
| Эдвард Брыземейстер | монотип      | 6            | 6            | N/A          | N/A          | NQ       | NQ       | NQ    | NQ    |

### Стрельба
| Стрелок                                                                                        | Соревнование                           | Финал | Финал |
| Стрелок                                                                                        | Соревнование                           | Очков | Место |
| ---------------------------------------------------------------------------------------------- | -------------------------------------- | ----- | ----- |
| Мариан Божемский                                                                               | Скорострельный пистолет, 25 м          | 17    | 9     |
| Мариан Божемский                                                                               | Произвольная винтовка, 600 м           | 66    | 60    |
| Болеслав Госьцевич                                                                             | Скорострельный пистолет, 25 м          | 13    | 47    |
| Станислав Ковальшевский                                                                        | Скорострельный пистолет, 25 м          | 16    | 21    |
| Станислав Ковальшевский                                                                        | Произвольная винтовка, 600 м           | 69    | 58    |
| Валериан Марыаньский                                                                           | Скорострельный пистолет, 25 м          | 16    | 21    |
| Владислав Швёнтек                                                                              | Произвольная винтовка, 600 м           | 62    | 65    |
| Эугениуш Вашкевич                                                                              | Произвольная винтовка, 600 м           | 64    | 63    |
| Мариан Божемский Францишек Брожек Болеслав Госьцевич Станислав Ковальчевский Владислав Швёнтек | Произвольная винтовка (команды), 600 м | 477   | 15    |

### Фехтование
Мужчины
| Фехтовальщик                                         | Соревнование               | Раунд 1                                              | Раунд 1 | Раунд 2   | Раунд 2 | Четвертьфинал | Четвертьфинал | Полуфинал | Полуфинал | Финал     | Финал |
| Фехтовальщик                                         | Соревнование               | Результат                                            | Место   | Результат | Место   | Результат     | Место         | Результат | Место     | Результат | Место |
| ---------------------------------------------------- | -------------------------- | ---------------------------------------------------- | ------- | --------- | ------- | ------------- | ------------- | --------- | --------- | --------- | ----- |
| Конрад Винклер                                       | Рапира                     | Менды L 4-5 Эттингер L 3-5 Альбарет L 3-5 Мунк L 3-5 | 5       | NQ        | NQ      | NQ            | NQ            | NQ        | NQ        | NQ        | NQ    |
| Альфред Адер Адам Папе Конрад Винклер Ежи Забельский | Сабля-Командное первенство | Нидерланды L 0-16 США L 4-12                         | 4       | BYE       | BYE     | NQ            | NQ            | NQ        | NQ        | NQ        | NQ    |

Женщины
| Ванда Дубеньская | Рапира | Даниэлл L 0-5 Гамильтон L 1-5 Бардинг L 0-5 Бори L 1-5 де Бур L 0-5 | 6 | NQ | NQ | NQ | NQ | NQ | NQ | NQ | NQ |

### Футбол
Первый круг
| Польша | 0:5 отчёт | Венгрия                                                                |
|        | Голы      | Йожеф Эйшенхоффер 15′ · Ференц Хирзер 51′, 58′ · Золтан Опата 70′, 87′ |

| | Составы | | |
| Мечислав Висневский, Вавжинец Цыль, Стефан Фрыц, Мариан Спойда, Станислав Циковский, Здзислав Стычень, Вацлав Кухар, Мечислав Бач, Юзеф Калюжа, Хенрик Рейман, Леон Сперлинг |         | Янош Бири, Кароль Фогл, Гиула Манди, Дьёрдь Орц, Белла Гуттман, Габор Обич, Йожеф Браун, Йожеф Эйшенхоффер, Золтан Опата, Ференц Хирзер, Рудольф Йени | Янош Бири, Кароль Фогл, Гиула Манди, Дьёрдь Орц, Белла Гуттман, Габор Обич, Йожеф Браун, Йожеф Эйшенхоффер, Золтан Опата, Ференц Хирзер, Рудольф Йени |
| Адам Обрубаньский | Тренеры | Гиула Кисс | Гиула Кисс |

Итоговое положение17 место.